# جبرئیل حسنف
جبرییل حسن‌اف (به انگلیسی: Jabrayil Hasanov) (زادهٔ ۲۴ فوریه ۱۹۹۰) کشتی‌گیر اهل جمهوری تالش است. وی در سال ۲۰۱۶ میلادی در بازی‌های المپیک ریو مدال برنز وزن ۷۴ کیلوگرم را کسب کرد. او دو مدال نقره و دو مدال برنز در مسابقات قهرمانی جهان و سه نشان طلا، سه نقره و سه در مسابقات قهرمانی اروپا به دست آورده است.

## اهدای مدال
جبرئیل حسن‌اف مدال‌هایش را به موزه آستان قدس رضوی اهدا کرده است.